# Seweryn Rzewuski

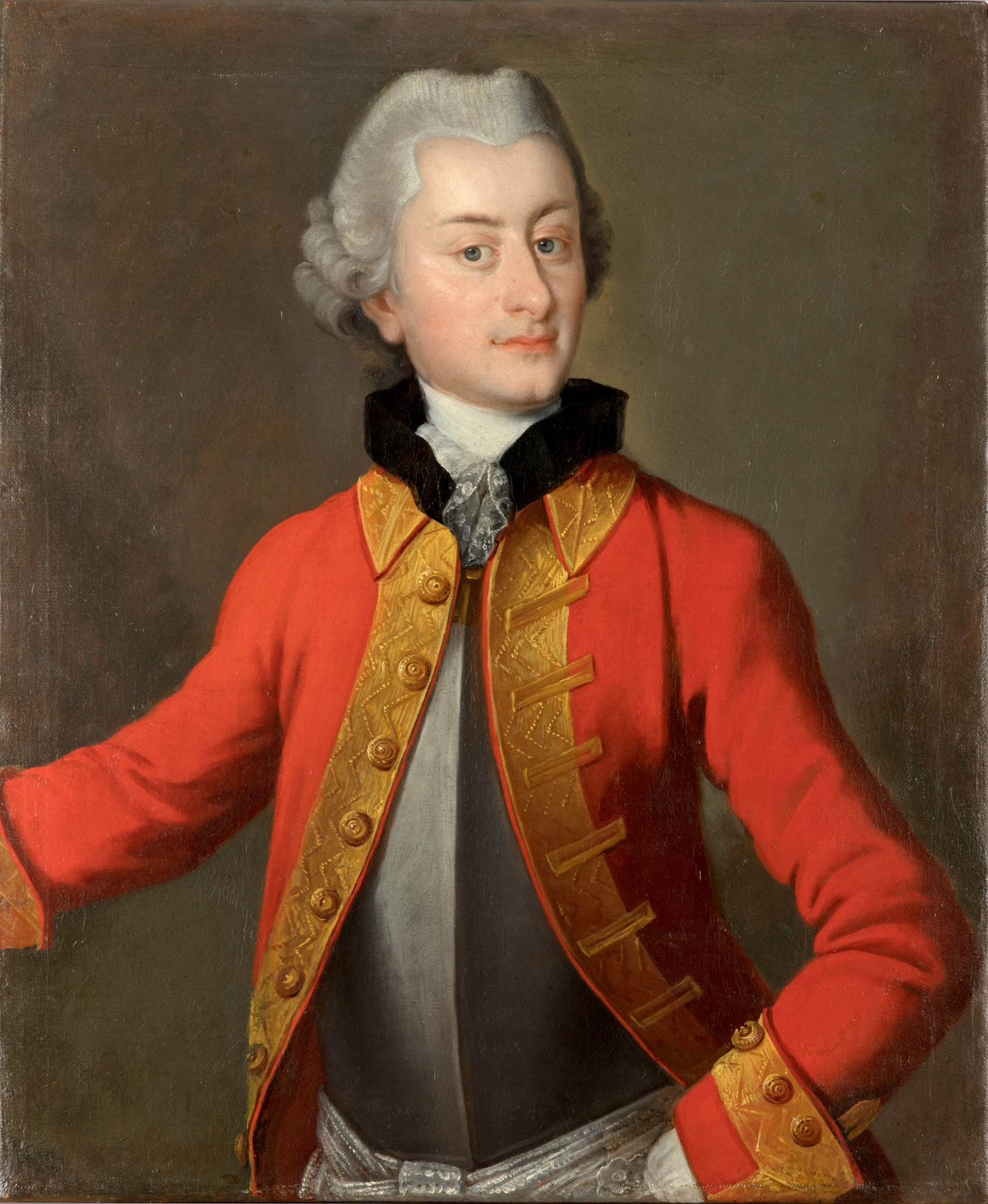
Seweryn Rzewuski

Seweryn Rzewuski (* 13. März 1743 Podhorce, Polen-Litauen; † 11. Dezember 1811 in Wien) war ein polnischer Dichter, Generaladjutant, Woiwode und Großhetman der polnischen Krone. Er war Mitglied der Konföderation von Targowica.

## Leben und Wirken
Rzewuski entstammte der Magnatenfamilie der Rzewuski. Er war ein Sohn von Wacław Rzewuski und Anna Lubomirska. Rzewuski studierte in Warschau sowie in Österreich, Italien und Frankreich.
Er nahm an der Wahl Stanislaus II. August Poniatowskis 1764 und danach am Repnin-Sejm und der Konföderation von Radom teil. Während des Sejm wurden 1767 er und sein Vater von russischen Soldaten verhaftet und nach Russland verschleppt. Er kehrte erst 1773 nach Polen-Litauen zurück. 1774 wurde er Hetman. Er nahm auch am Vierjährigen Sejm als Führer der Hetmanen-Partei, die sich den Reformen widersetzte, teil. Daraufhin wurde er vom Sejm degradiert und floh nach Russland. Dort war er Mitbegründer der Konföderation von Targowica von 1792. 1793 ging er nach Galizien und schied aus der aktiven Politik in Polen-Litauen aus. Während des Kościuszko-Aufstands wurde er zum Tode verurteilt, seine Hinrichtung wurde jedoch nur symbolisch durchgeführt.
Er war mit Konstancja Małgorzata Lubomirska verheiratet, mit der er drei Kinder hatte: Wacław Seweryn Rzewuski, Izabella Rzewuska und Maria Rzewuska.